# Бэнкман-Фрид, Сэм
Сэмюэл Бэнкман-Фрид (англ. Samuel Bankman-Fried; род. 5 марта 1992, Стэнфорд, Калифорния, США) — американский предприниматель, миллионер и инвестор, основатель и генеральный директор криптовалютной биржи FTX. FTX на пике своего процветания в 2021 году была одной из крупнейших криптобирж мира, количество её пользователей превышало миллион. Бэнкман-Фрид также управлял активами Alameda Research, компании по трейдингу криптовалют, которую он основал в октябре 2017 года.
Успех FTX принёс Бэнкману-Фриду огромное богатство — в списке миллиардеров Forbes за 2022 год он занимал 41 место по США и 60-е место по всему миру. Ему принадлежала половина криптобиржи, а также большое количество выпускаемых ею токенов FTT — состояние Бэнкмана-Фрида одно время достигало 26,5 миллиарда долларов США. В ноябре 2022 года FTX и тесно связанная с ней Alameda Research обанкротились, и состояние Бэнкмана-Фрида в течение нескольких дней перестало существовать. В декабре того же года бизнесмен был арестован на Багамских островах; власти США предъявили Бэнкману-Фриду обвинение в мошенничестве и отмывании денег. В ноябре 2023 года он был признан виновным по семи пунктам, приговор ожидался в марте 2024 года. В итоге Федеральный суд Нью-Йорка приговорил Бэнкмана-Фрида к 25 годам лишения свободы.

## Юность и образование
Сэм Бэнкман-Фрид родился в 1992 году в кампусе Стэнфордского университета, в еврейской семье Барбары Фрид и Джозефа Бэнкмана, профессоров Стэнфордской школы права. Его тетя Линда П. Фрид является деканом Школы общественного здравоохранения Мейлмана Колумбийского университета. Его брат, Габриэль Бэнкман-Фрид — бывший трейдер с Уолл-Стрит и бывший директор некоммерческой организации Guarding Against Pandemics и связанного с ней комитета политических действий.
В детстве Сэм посещал летнюю программу для математически одаренных старшеклассников.
С 2010 по 2014 год учился в Массачусетском технологическом институте. Там он жил в групповом доме совместного обучения под названием «Эпсилон Тета». В 2012 году он вел блог об утилитаризме, бейсболе и политике. В 2014 году он получил высшее образование по специальности «физика» и «математика».

## Карьера
Летом 2013 года Бэнкман-Фрид начал работать в частной торговой фирме Jane Street Capital, торгующей международными БИФ. После окончания учёбы он продолжил там работать уже на полную ставку.
В сентябре 2017 года Бэнкман-Фрид ушел из Jane Street Capital и переехал в Беркли, где некоторое время работал в Центре эффективного альтруизма в качестве директора по развитию с октября по ноябрь 2017 года. В ноябре 2017 года он основал компанию Alameda Research, занимающуюся трейдингом. По состоянию на 2021 год Сэм владел примерно 90 % Alameda Research. В январе 2018 года он организовал арбитражную сделку с оборотом до 25 миллионов долларов в день, чтобы воспользоваться более высокой ценой биткойнов в Японии по сравнению с США. После участия в конференции по криптовалютам в Макао в конце 2018 года, а также вдохновившись одновременным форком Bitcoin Cash, Сэм переехал в Гонконг. Уже будучи там, основал FTX, биржу криптовалютных деривативов, в апреле 2019 года, а в следующем месяце она была запущена.
8 декабря 2021 года Бэнкман-Фрид вместе с другими руководителями отрасли дал показания перед Комитетом по финансовым услугам в отношении регулирования индустрии криптовалют.
12 мая 2022 года стало известно, что Emergent Fidelity Technologies Ltd., контрольный пакет акций которой принадлежит Сэму Бэнкману-Фриду, купила 7,6 % акций Robinhood Markets Inc.
11 ноября 2022 года FTX объявлена банкротом, вместо Бэнкмана-Фрида управляющим назначен Джон Джей Рэй III, у которого есть опыт помощи кредиторам в возмещении убытков. Ранее он реструктуризировал долги Enron.
12 декабря 2022 года Сэм Бэнкман-Фрид был арестован на Багамах по запросу США. Запрос на арест выдала прокуратура, которая подтвердила, что против Сэма Бэнкмана-Фрида выдвинуты уголовные обвинения, оглашение обвинения произойдет 13 декабря. Владельцу обанкротившейся крипто-биржи Комиссия по ценным бумагам и биржам предъявила обвинения в «организации схемы по обману инвесторов». По версии NYT крипто-предпринимателя обвиняют в преступном сговоре, электронном мошенничестве, мошенничестве с ценными бумагами и отмыванием денег. Бэнкман-Фриду грозит до 115 лет тюрьмы, если его признают виновным по всем восьми пунктам обвинения. После экстрадиции в декабре 2022 года нью-йоркский суд освободил Бэнкмана-Фрида под залог в 250 миллионов долларов и поместил под домашний арест в жилище его родителей в Калифорнии. Однако в августе 2023 суд отменил залог и вернул его под стражу. Судья счёл, что миллионер пытался повлиять на свидетелей.
В ноябре 2023 года суд присяжных признал Бэнкман-Фрида виновным по семи пунктам обвинения в мошенничестве и сговоре. По пяти из них ему грозит до 20 лет заключения. Вынесение приговора ожидалось в марте 2024 года. Федеральный суд Нью-Йорка приговорил основателя криптобиржи FTX Сэма Бэнкмана-Фрида к 25 годам лишения свободы.

## Взгляды и личная жизнь
Сэм Бэнкман-Фрид является веганом.
По словам бывших сотрудников FTX и Alameda, у Бэнкмана-Фрида были романтические отношения с коллегой Кэролайн Эллисон, генеральным директором Alameda Research.
В период процветания FTX Бэнкман-Фрид заявлял, что является сторонником эффективного альтруизма и рассматривает зарабатывание денег как альтруизм. Он является членом организации Giving What We Can и заявлял, что планирует жертвовать большую часть своего состояния благотворительным организациям в течение своей жизни. Его компания FTX придерживалась политики жертвования 1 % своего дохода на благотворительность. На суде в октябре 2023 года Кэролайн Эллисон, однако, заявляла, что эти заявления лишь прикрывали крайний утилитаризм Бэнкмана-Фрида: по её словам, в FTX одобрялись и поощрялись ложь и воровство, так как «единственным значимым нравственным правилом была максимальная полезность». Согласно показаниям Эллисон, Бэнкман-Фрид тщательно строил свой публичный образ компетентного, хотя и несколько эксцентричного бизнесмена, делал инвестиции в различные СМИ, такие как Semafor и The Block, и считал особенно полезным для продвижения своего желаемого имиджа Twitter. Он владел дорогими автомобилями, но для появлений на публике пересаживался на скромную Toyota Corolla. Его знаменитая всклокоченная причёска тоже была частью образа — как утверждала Эллисон, Бэнкман-Фрид хвастался, что благодаря причёске получал более высокие бонусы в компании Jane Street.